# Sayuri Yoshinaga
Sayuri Yoshinaga (吉永 小百合 Yoshinaga Sayuri?, 13 de marzo de 1945) es una actriz y activista japonesa. Ganó cuatro premios de la Academia Japonesa en la categoría de mejor actriz y es reconocida como «una de las estrellas más destacadas en el mundo del cine japonés de posguerra». Luego de interpretar en televisión el papel de Yumechiyo, una geisha hibakusha sobreviviente de los bombardeos de Hiroshima, la actriz se convirtió en una activa defensora del movimiento antinuclear.

## Carrera
Su primera aparición en los medios audiovisuales ocurrió en la radionovela Akado Suzunosuke en 1957. A partir de entonces ha sido una de las actrices más populares de Japón. Sus admiradores son conocidos como «Sayuristas». Los actores Akiyuki Nosaka y Tamori han declarado su admiración por la actriz, considerándola una gran influencia.
A comienzos de su carrera firmó un contrato con la compañía cinematográfica Nikkatsu e interpretó papeles protagónicos en muchas de sus películas. En 1962, Yoshinaga interpretó a una chica de secundaria en su película más famosa, Foundry Town, y ganó un Premio Japan Record por su desempeño en Itsudemo Yume wo junto con el protagonista masculino Yukio Hashi. En las décadas de 1970 y 1980, Yoshinaga apareció en películas hechas por otras compañías, así como en series dramáticas de televisión, comerciales y programas de entrevistas. Después de este periodo, regresó a las películas y apareció en comerciales para algunas grandes empresas como Aquos Sharp, Nippon Life Insurance Company y Kagome Co. Ltd. Se le ha otorgado el Premio de la Academia Japonesa cuatro veces. Yoshinaga ha aparecido en 120 películas, principalmente en roles protagónicos.
Yoshinaga protagonizó las películas de Kon Ichikawa Ohan y The Makioka Sisters. También protagonizó los filmes de Yoji Yamada Kabei: Our Mother y About Her Brother.
En 2012, protagonizó el largometraje de Junji Sakamoto A Chorus of Angels. Dos años después actuó en la película de Izuru Narushima Cape Nostalgia. En 2015 se asoció con el director Yoji Yamada para protagonizar la película dramática Nagasaki: Recuerdos de mi hijo, logrando la aclamación de la crítica especializada. Su última participación en cine se registró el año 2018, interpretando el rol de Tetsu Ezure en la cinta Sakura Guardian in the North de Yōjirō Takita.

## Vida personal
Yoshinaga se graduó en la Escuela de Artes, Letras y Ciencias de la Universidad de Waseda en 1969. En 1975 se casó con Taro Okada, un director de televisión que trabajaba en la compañía Fuji Television, manteniendo su nombre de soltera «Yoshinaga» como su nombre artístico. La pareja no tuvo hijos.
Tras interpretar en televisión el papel de Yumechiyo, una geisha hibakusha sobreviviente de los bombardeos de Hiroshima, ha trabajado como activista del movimiento antinuclear. Durante 20 años se encargó de leer poemas públicamente rememorando a las víctimas de los bombardeos en representación del Museo Memorial de la Paz de Hiroshima. La actriz además es fanática del club Seibu Lions que se desempeña en la Liga Japonesa de Béisbol Profesional.

## Filmografía selecta

### Cine
| Año  | Título                       | Papel            | Director           | Notas             |
| ---- | ---------------------------- | ---------------- | ------------------ | ----------------- |
| 1962 | Foundry Town                 | Jun              | Kirio Urayama      | Papel protagónico |
| 1963 | Beyond the Green Hills       |                  | Katsumi Nishikawa  | Papel protagónico |
| 1968 | Monument to the Girls' Corps |                  | Toshio Masuda      | Papel protagónico |
| 1972 | Tora-san's Dear Old Home     | Utako            | Yoji Yamada        |                   |
| 1974 | Tora-san's Lovesick          | Utako            | Yoji Yamada        |                   |
| 1978 | August Without the Emperor   |                  | Satsuo Yamamoto    |                   |
| 1980 | Dōran                        |                  | Shirō Moritani     |                   |
| 1983 | The Makioka Sisters          | Yukiko Makioka   | Kon Ichikawa       |                   |
| 1984 | Station to Heaven            |                  | Masanobu Deme      | Papel protagónico |
| 1984 | Ohan                         | Ohan             | Kon Ichikawa       | Papel protagónico |
| 1987 | Film Actress                 | Kinuyo Tanaka    | Kon Ichikawa       | Papel protagónico |
| 1988 | A Chaos of Flowers           | Akiko Yosano     | Kinji Fukasaku     | Papel protagónico |
| 1992 | Gekashitsu                   |                  | Bandō Tamasaburō V | Papel protagónico |
| 1993 | Yearning                     |                  | Bandō Tamasaburō V | Papel protagónico |
| 1998 | Diary of Early Winter Shower |                  | Shinichiro Sawai   | Papel protagónico |
| 2000 | Nagasaki burabura bushi      |                  | Yukio Fukamachi    | Papel protagónico |
| 2001 | Sennen no Koi Story of Genji | Murasaki Shikibu | Tonkō Horikawa     | Papel protagónico |
| 2005 | Year One in the North        |                  | Isao Yukisada      | Papel protagónico |
| 2008 | Kabei: Our Mother            |                  | Yoji Yamada        | Papel protagónico |
| 2010 | About Her Brother            |                  | Yoji Yamada        | Papel protagónico |
| 2012 | A Chorus of Angels           |                  | Junji Sakamoto     | Papel protagónico |
| 2014 | Cape Nostalgia               |                  | Izuru Narushima    | Papel protagónico |
| 2015 | Nagasaki: Memories of My Son | Nobuko Fukuhara  | Yoji Yamada        | Papel protagónico |
| 2018 | Sakura Guardian in the North | Tetsu Ezure      | Yōjirō Takita      | Papel protagónico |

### Televisión
| Año  | Título                  | Papel  | Cadena | Notas |
| ---- | ----------------------- | ------ | ------ | ----- |
| 1976 | Kaze to Kumo to Niji to | Takako | NHK    |       |

## Premios y reconocimientos
- 1961: Premio Elan d'or en la categoría de mejor novato del año
- 1962: Premio Japan Record
- 1984: Novena edición del Festival de Cine Hochi - Mejor actriz por Ohan y Station to Heaven[12]
- 1985: Premio de la Academia Japonesa en la categoría de mejor actriz
- 1989: Premio de la Academia Japonesa en la categoría de mejor actriz
- 1997: Premio Japan Record en la categoría de mejor concepto
- 2001: Premio de la Academia Japonesa en la categoría de mejor actriz
- 2006: Premio de la Academia Japonesa en la categoría de mejor actriz
- 2006: Medalla de Honor Japonesa con el Ribete Púrpura
- 2010: Premio al Mérito Cultural
- 2015: Premio Kikuchi Kan